# 39e régiment de fusiliers (régiment de fusiliers bas-rhénan)
Pour les articles homonymes, voir 39e régiment.

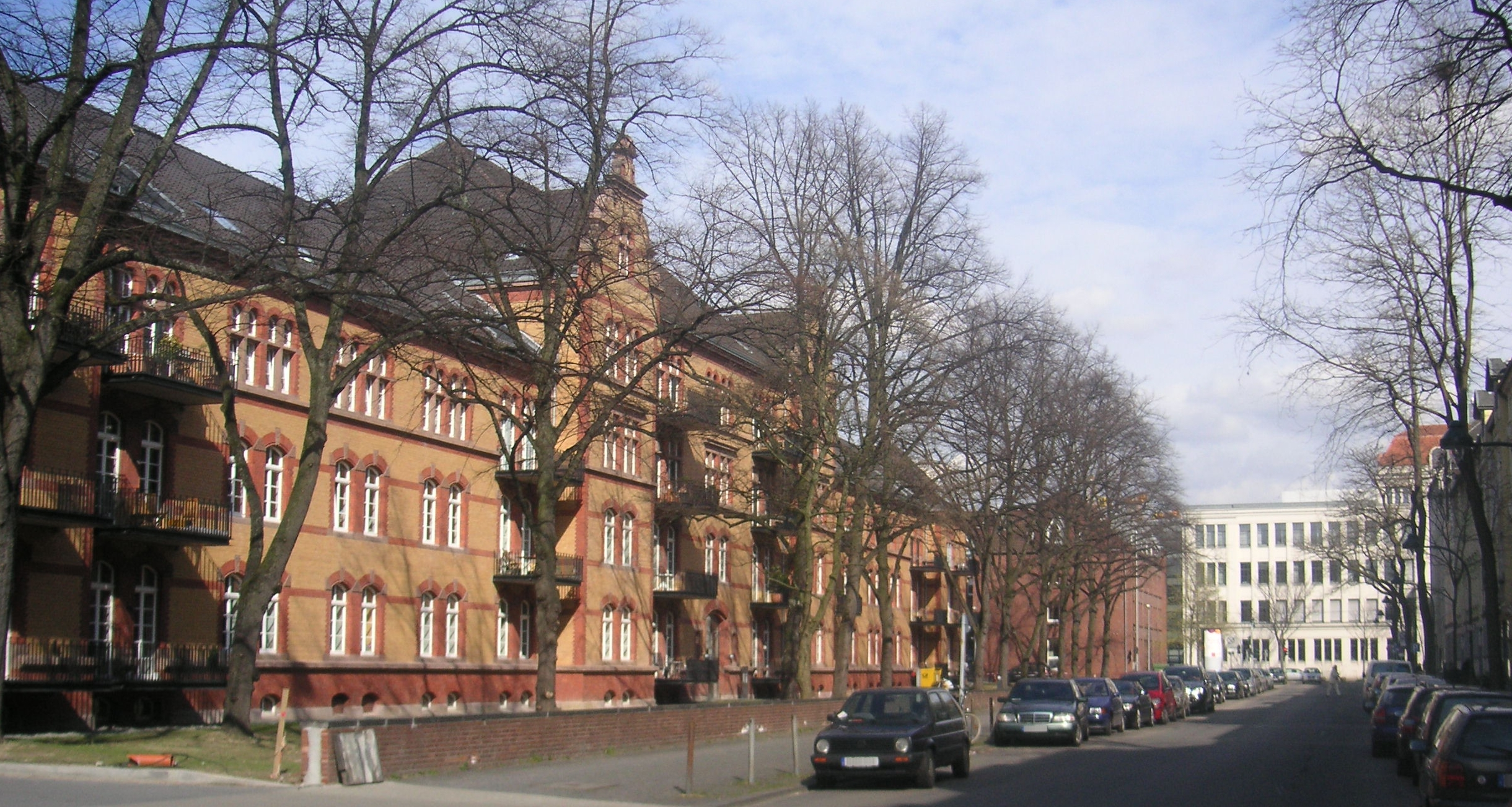
Caserne du régiment sur la Tannenstrasse à Düsseldorf-Derendorf, convertie en bâtiments résidentiels, 2008

Le 39e régiment de fusiliers (régiment de fusiliers bas-rhénan) est une unité d'infanterie de l'armée prussienne.

## Histoire
L'unité est créée le 2 janvier 1818 (date de fondation) par le roi Frédéric-Guillaume III par AKO comme 36e régiment d'infanterie (4e régiment de réserve) provenant de parties des 19e à 34e bataillons de garnison, ainsi que de divers régiments d'infanterie. Avec l'achèvement de la formation, le major Franz Ludwig von Jenneret baron von Beaufort-Belfort est nommé premier commandant de régiment le 27 août 1817. Il est divisé en trois bataillons avec un effectif de 1 626 hommes plus le officiers et est initialement stationné dans la forteresse de Luxembourg. En 1820, la taille du régiment a été réduite par la cession de son bataillon de fusiliers au 40e régiment d'infanterie. En outre, depuis le 12 mars 1820, il porte la désignation de 39e régiment d'infanterie.
Par AKO du 6 octobre 1849, l'état-major du régiment et le 1er bataillon reçoivent Mayence comme nouvelle garnison. Trois compagnies sont logées dans la caserne de Weisenau, une compagnie dans la casemate d'intervalle. En juillet 1850, le reste du 2e bataillon, qui est resté au Luxembourg, reçoit l'ordre de tenir garnison à Mayence également. Ce bataillon est brièvement stationné à Kreuznach puis s'installe à Coblence (forteresse d'Ehrenbreitstein et fort empereur François (de)) en tant que nouvelle garnison. L'AKO du 4 juillet 1860 ordonne la conversion du régiment d'infanterie en un régiment de fusiliers. Cela implique également le changement de nom du 39e régiment de fusiliers bas-rhénan. L'accolade est abandonné par AKO du 7 mai 1861. Après la fin de la guerre austro-prussienne, tout le régiment est stationné à Düsseldorf|. Il se retrouve ainsi dans la zone du 7e corps d'armée et est désormais rattachée à la 27e brigade d'infanterie de la 14e division d'infanterie. De nombreux bâtiments de la caserne de la Tannenstraße à Düsseldorf-Derendorf, nouvellement occupée à partir de 1898, subsistent encore aujourd'hui.
Vers la fin de la Première Guerre mondiale, l'unité est rebaptisée le 26 octobre 1918 par l'empereur Guillaume II en 39e régiment de fusiliers « général Ludendorff » (régiment de fusiliers bas-rhénan) en raison du limogeage du général Ludendorff du commandement suprême de l'armée en reconnaissance de ses services.

### Guerre austro-prussienne de 1866
Pendant la guerre austro-prussienne, le régiment prend d'abord part à l'occupation de l'Électorat de Hesse et rejoint l'armée principale après des opérations contre l'armée hanovrienne (de). Ici, l'unité est en action lors des batailles de Hünfeld, Hammelburg, Helmstadt ainsi qu'Uettingen et Roßbrunn.
Dans l'ensemble, le régiment subit des pertes avec la mort ou aux blessures d'un officier et de 88 hommes pendant cette guerre. Deux hommes sont également portés disparus.

### Guerre franco-prussienne de 1870/71
- 6 août - Spicheren
- 14 août - Colombey-Nouilly

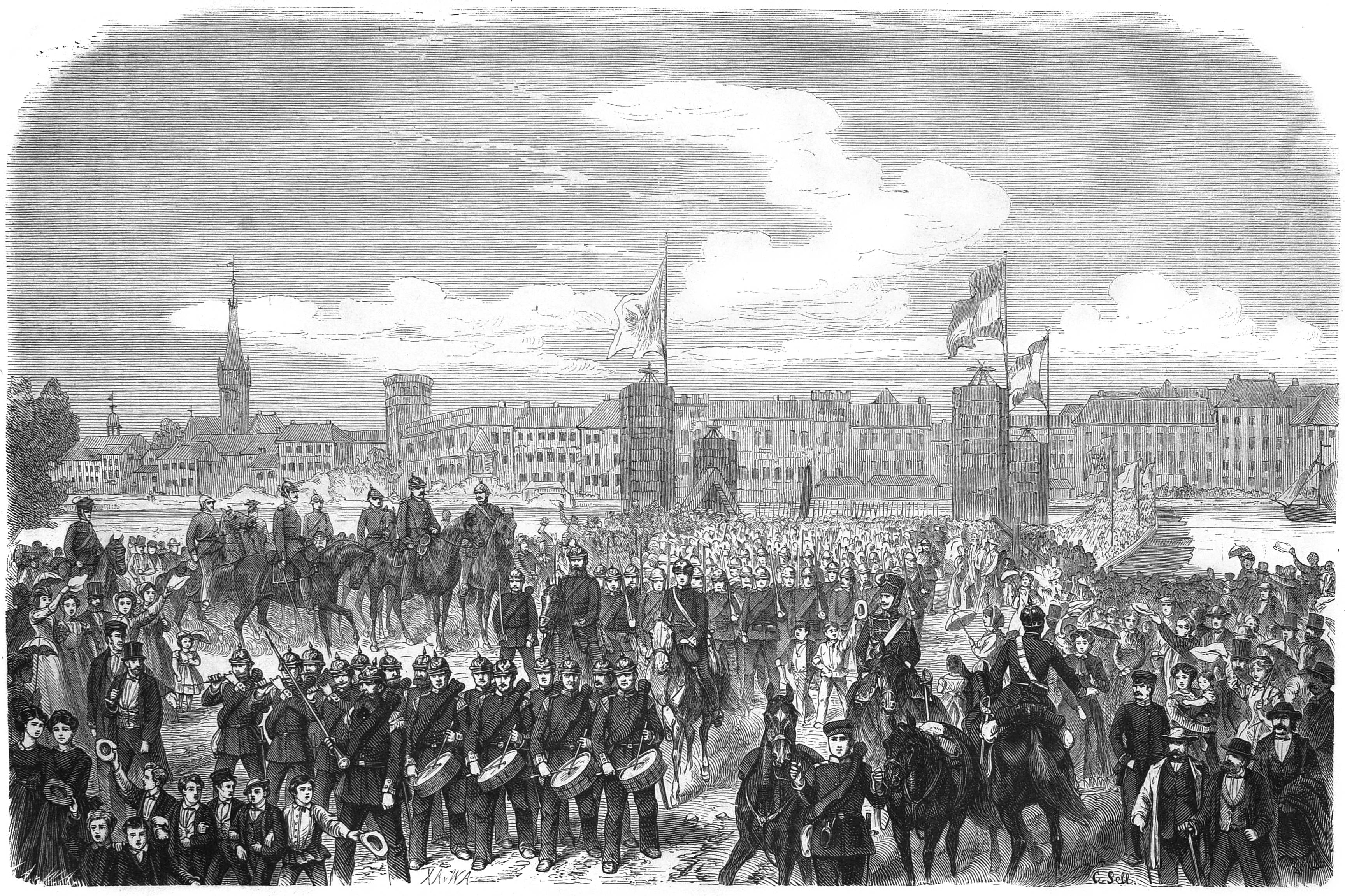
Christian Sell : Le départ du de fusiliers bas-rhénan de Düsseldorf (1870)

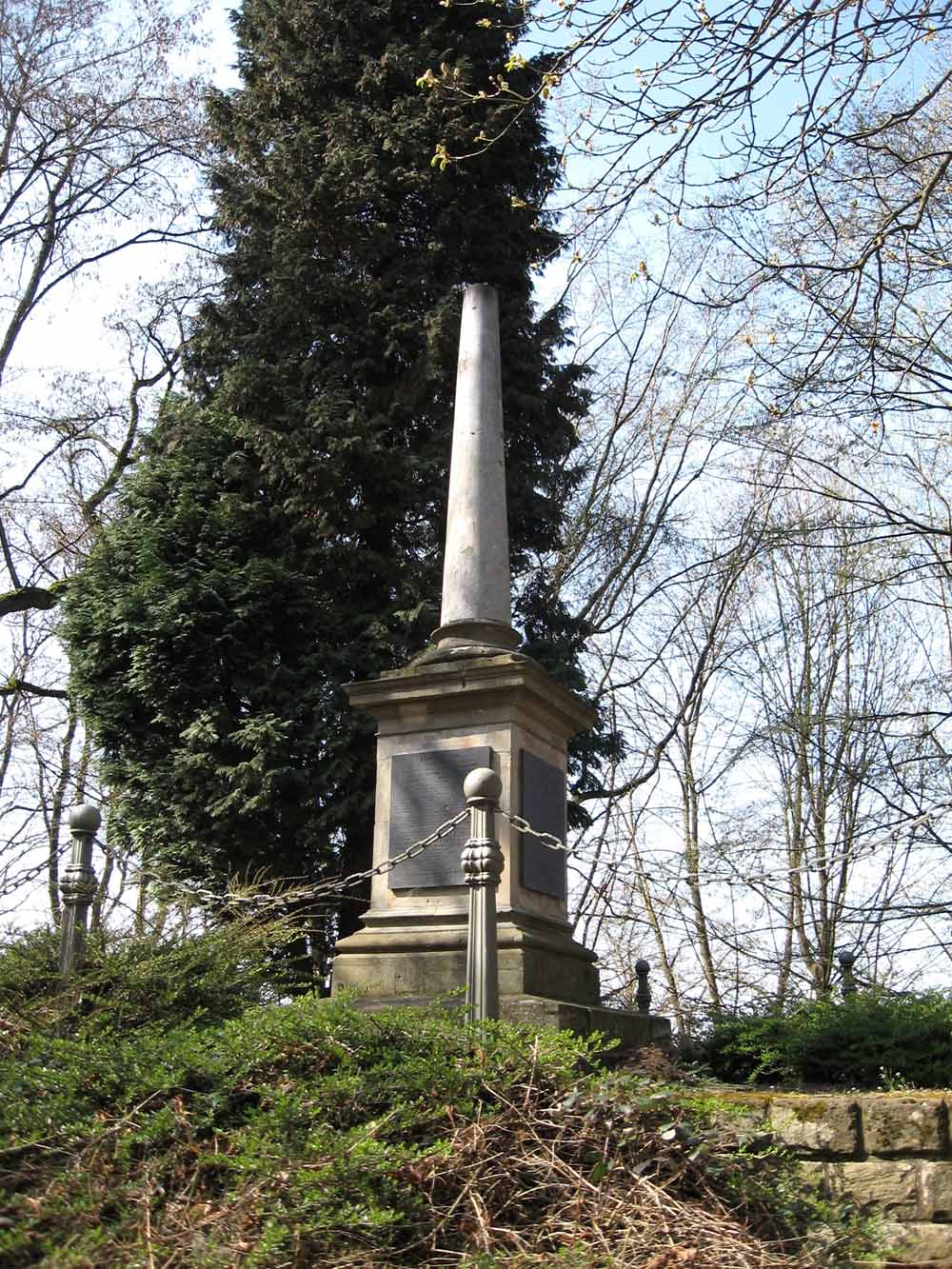
Monument aux morts du de fusiliers bas-rhénan sur les hauteurs de Spichereren

- 18 août - Gravelotte-Saint-Privat
- 19 au 27 octobre - Siège de Metz
- 10 au 24 novembre - Siège de Thionville
- 15 au 5 décembre - Siège de Montmédy
- 19 décembre au 1er janvier - Siège de Mézières
- 28 décembre - Mohon (7e compagnie)
- 21 janvier - sur l'Ognon

Lors de la campagne contre la France, 35 officiers et 871 sous-officiers et hommes sont tués, blessés ou portés disparus.

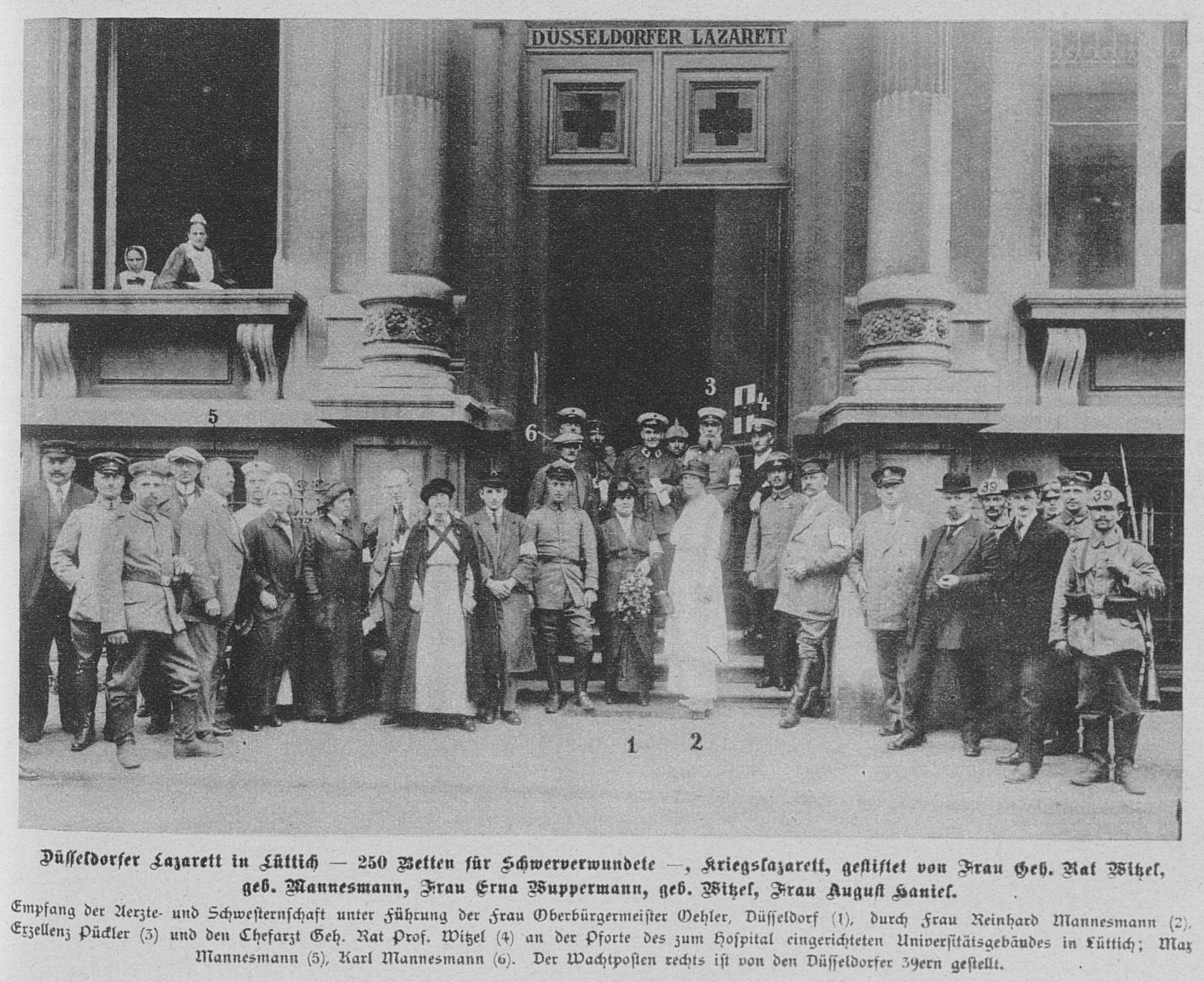
Poste de garde des "39ers" devant l'hôpital militaire de Düsseldorf à Liège. (1914)

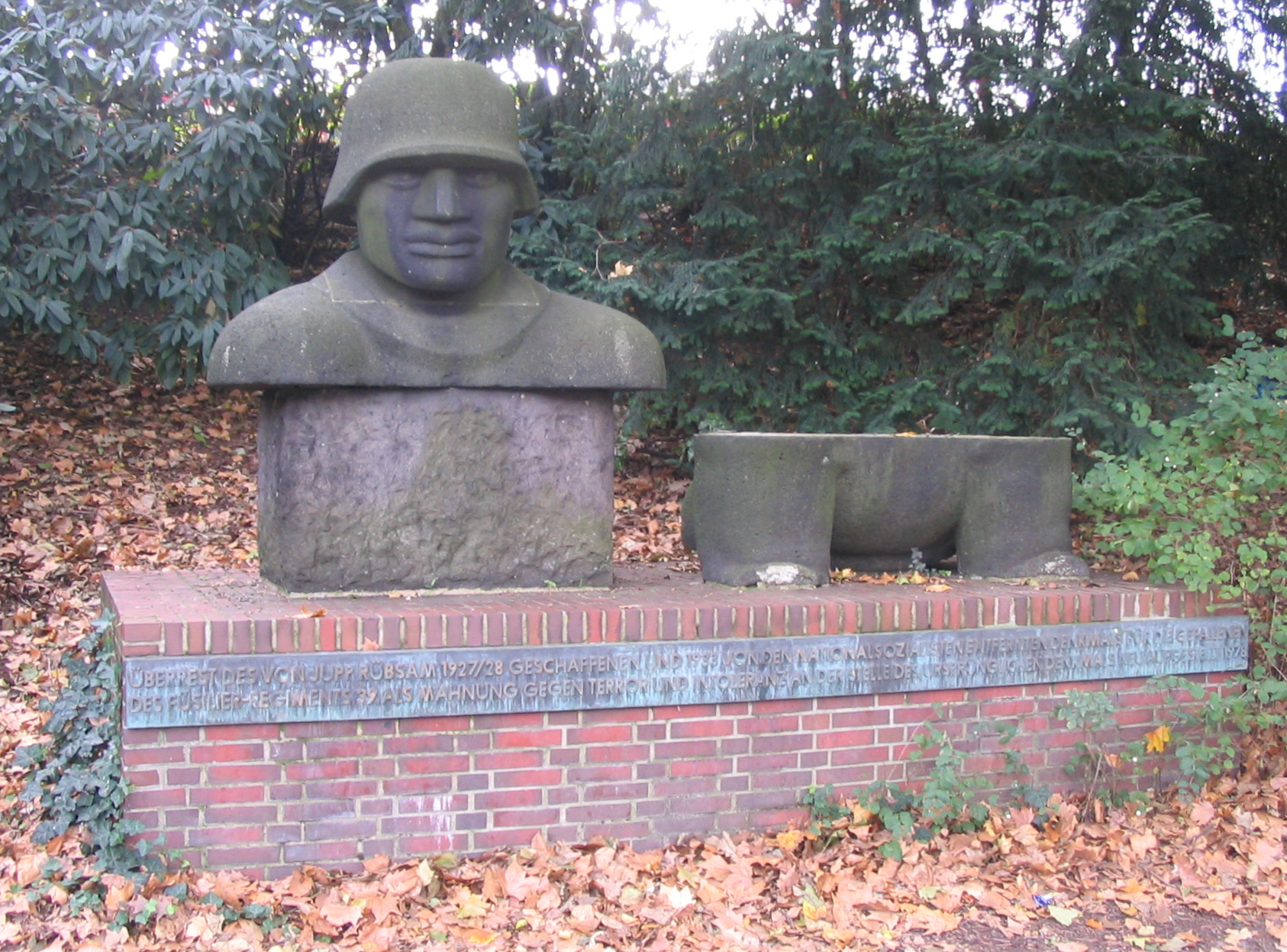
Restes du mémorial du à la salle de concert de Düsseldorf, détruit en 1933, Jupp Rübsam, 1927/28

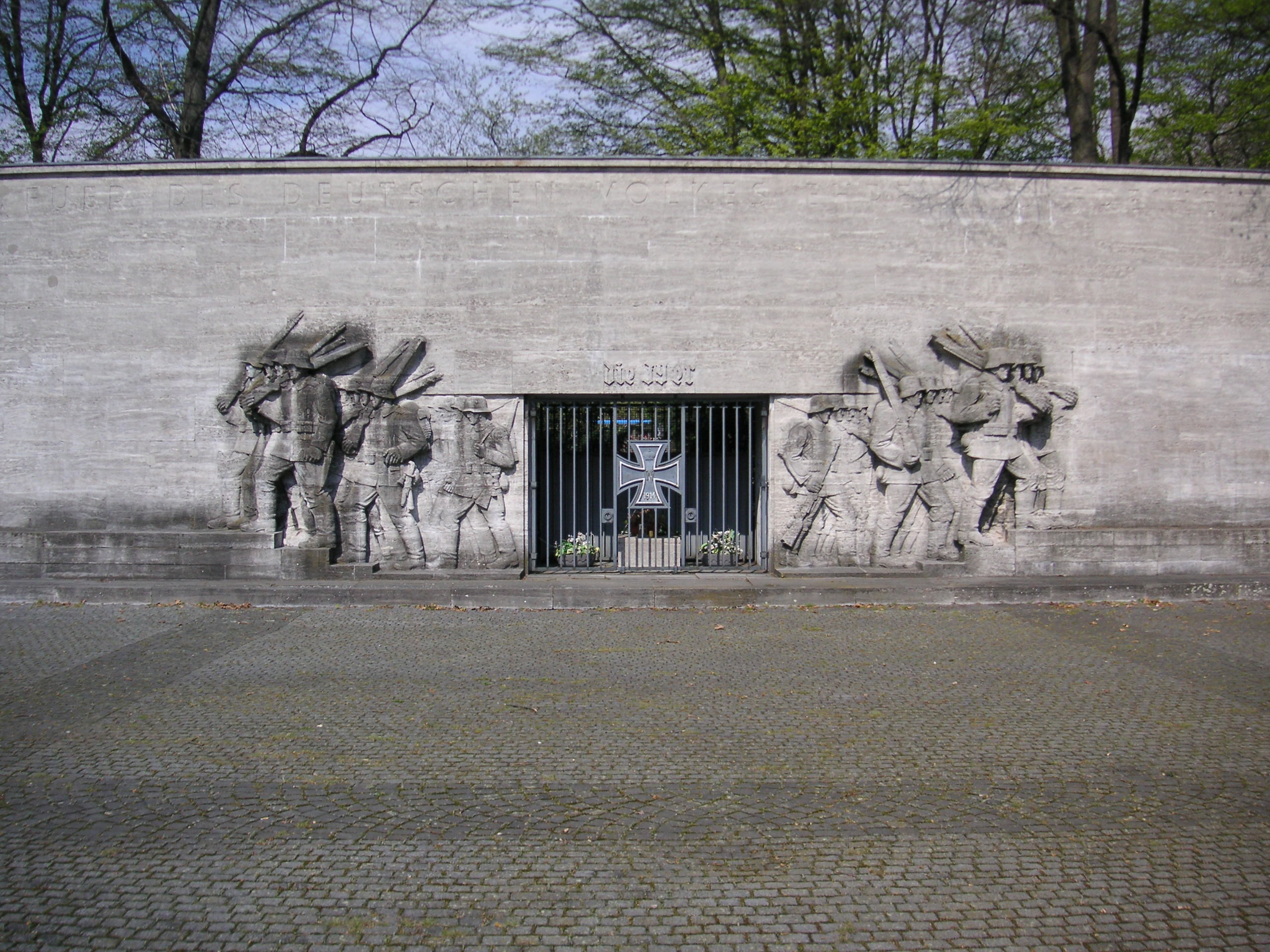
Mémorial du de fusiliers à Düsseldorf-Golzheim, Richard Kuöhl, 1936/38

### Première Guerre mondiale
Lorsque la Première Guerre mondiale éclate, le régiment est mobilisé le 2 août, entre en Belgique avec la 28e brigade d'infanterie en violation de la neutralité, et participe au siège et à la prise de la forteresse de Liège du 9 au 17 août. Cette opération est suivie du siège et prise de la forteresse de Maubeuge, du 27 août au 7 septembre. Le 14 septembre, le régiment est au combat sur les hauteurs de Craonne.
Du 25 au 26 janvier 1915, les fusiliers participent à la bataille du Chemin des Dames entre Ailles et Hurtebise. À partir du 10 mars 1915, le régiment est subordonné à la 100e brigade d'infanterie de la 50e division d'infanterie. Cette relation de subordination existe jusqu'au 20 décembre 1918. Du 15 septembre au 11 octobre 1915, l'unité a participé à la bataille défensive en Champagne. L'année 1916 est marquée par l'engagement du 10 avril au 31 octobre dans la bataille de Verdun (Fort de Vaux et Fort de Douaumont).

#### 1917
- 9-30 avril - Bataille de l'Aisne et de la Champagne
- 1er au 10 octobre - bataille entre Craonne et Allemant
- 23 à 25 octobre - Bataille du Chemin des Dames

#### 1918
- 19 au 30 mars - Première offensive de printemps
  - 21 mars - Prise de Saint-Quentin
  - 28 mars - Plessier est pris
- 27 au 14 juin - Deuxième offensive de printemps
  - 27 au 28 juin - Combat pour l'Aisne et Nesle
- 20 juin au 2 octobre - Bataille de Reims

Les pertes pendant la Première Guerre mondiale s'élèvent à 104 officiers, 3 450 sous-officiers et hommes et environ 18 900 blessés.

### Après-guerre
Après la fin de la guerre, le régiment rentre chez lui, où il est démobilisé à Bad Driburg à partir du 14 décembre 1918 et finalement dissous. En avril, le "Freikorps Niederrhein" est formé à partir du 3e bataillon, qui est ensuite absorbé par le 61e régiment d'infanterie de la Reichswehr en tant que 3e bataillon en août 1919.
La tradition est reprise dans la Reichswehr par décret du 24 août 1921 du chef du commandement de l'armée, le général d'infanterie Hans von Seeckt, par la 6e compagnie du 18e régiment d'infanterie.

## Chefs du régiment
| Rang                 | Nom                        | Date                                   |
| -------------------- | -------------------------- | -------------------------------------- |
| Général d'infanterie | Gustav Friedrich von Beyer | 22 mars 1877 au 7 décembre 1889        |
| Feldzeugmeister      | Rainier d'Autriche         | 5 septembre 1891 au 27 janvier 1913    |
| Général d'infanterie | Erich Ludendorff           | 26 octobre 1918 jusqu'à la dissolution |

## Commandants
| Dienstgrad            | Name                                                 | Datum                                                    |
| --------------------- | ---------------------------------------------------- | -------------------------------------------------------- |
| Major/Oberstleutnant  | Franz Ludwig von Jeanneret von Beaufort-Belfort (de) | 27 août 1818 au 29 mars 1828                             |
| Oberstleutnant/Oberst | Ernst von Kesteloot (de)                             | 30 mars 1828 au 29 mars 1833                             |
| Oberstleutnant        | Karl von Bila (de)                                   | 30 mars 1833 au 29 mars 1834 (chargé de la direction)    |
| Oberst                | Karl von Bila                                        | 30 mars 1834 au 24 mars 1841                             |
| Oberstleutnant        | Ehrenfried August Kayser (de)                        | 25 mars 1841 au 12 janvier 1842 (chargé de la direction) |
| Oberstleutnant/Oberst | Ehrenfried Kayser                                    | 13 janvier 1842 au 26 mars 1847                          |
| Oberst                | Ferdinand von Kusserow                               | 27 mars 1847 au 2 août 1848                              |
| Oberst                | Hermann von Witzleben (de)                           | 3 août 1848 au 7 novembre 1851                           |
| Oberst                | Karl Eder                                            | 8 novembre 1851 au 9 mai 1855                            |
| Oberstleutnant/Oberst | Karl August von Fallois (de)                         | 10 mai 1855 au 2 juin 1858                               |
| Oberstleutnant        | Albert von Schrabisch (de)                           | 3 juin au 21 novembre 1858 (chargé de la direction)      |
| Oberst                | Albert von Schrabisch                                | 22 novembre 1858 au 17 octobre 1861                      |
| Oberst                | Gustav von Schimmelmann                              | 18 octobre 1861 au 17 avril 1865                         |
| Oberstleutnant        | Wilhelm von Woyna                                    | 18 avril au 16 juin 1865 (chargé de la direction)        |
| Oberst                | Wilhelm von Woyna                                    | 17 juin 1865 au 13 juillet 1870                          |
| Oberstleutnant/Oberst | Gustav von Eskens (de)                               | 14 juillet 1870 au 21 mars 1873                          |
| Oberst                | Heinrich Haberland (de)                              | 31 mars au 14 novembre 1873                              |
| Oberst                | Ernst von der Burg                                   | 15 novembre 1873 au 17 mai 1876                          |
| Oberst                | Alexander von Kameke (de)                            | 18 mai 1876 au 21 juin 1880                              |
| Oberst                | Heinrich Schmidt von Knobelsdorff                    | 22 juin 1880 au 20 janvier 1886                          |
| Oberstleutnant        | Bernhard von Arnim                                   | 21 janvier 1886 au 21 mars 1889                          |
| Oberst                | Heinrich Schenk                                      | 22 mars 1889 au 28 mars 1892                             |
| Oberst                | Adolf von der Lippe (de)                             | 29 mars 1892 au 17 avril 1896                            |
| Oberst                | Rudolf von Sanden (de)                               | 18 avril 1896 au 14 juin 1899                            |
| Oberst                | Gustav Meißner                                       | 15 juin 1899 au 23 octobre 1901                          |
| Oberst                | Eugen Petzel (de)                                    | 24 octobre 1901 au 11 février 1903                       |
| Oberst                | Hugo von Wasielewski                                 | 22 mars 1903 au 1er mai 1907                             |
| Oberst                | Cai Theodor Dame (de)                                | 2 mai 1907 au 18 août 1909                               |
| Oberst                | Adolf Strauß                                         | 19 août 1909 au 17 août 1911                             |
| Oberst                | Ernst von Blumenstein                                | 18 août 1911 au 16 janvier 1913                          |
| Oberst                | Erich Ludendorff                                     | 17 janvier 1913 au 21 avril 1914                         |
| Oberst                | Walter von Schönberg (de)                            | 22 avril au 13 septembre 1914                            |
| Oberstleutnant        | Franz von Gottberg                                   | 14 septembre 1914 au 25 août 1916                        |
| Oberstleutnant        | Otto Wasserfall                                      | 26 août 1916 au 5 avril 1918                             |
| Oberstleutnant        | Karl Felsch                                          | 6 avril au 29 juillet 1918                               |
| Oberstleutnant        | Franz von Rudorff                                    | 30 juillet 1918 à la dissolution                         |